# Maison, 7 rue d'Espagne (Bourg-en-Bresse)
La maison du 7 rue d'Espagne est une maison située à Bourg-en-Bresse, dans le département de l'Ain, au 7 de la rue d'Epagne.

## Présentation
L'escalier de l'intérieur, qui est un escalier en vis, fait l'objet d'une inscription au titre des Monuments historiques, depuis le 28 juillet 1947. 